# Karolj Viček
Karolj Vicek est un réalisateur et scénariste serbe né le 21 août 1943 à Novi Sad (Yougoslavie).

## Filmographie

### comme réalisateur
- 1972 : Krst sa zvezdom
- 1973 : Kubikas
- 1974 : Parlog
- 1976 : Test
- 1976 : Idvor, Pupin
- 1978 : Otac ili samoca (TV)
- 1978 : Pinki
- 1978 : Cetiri godisnja doba
- 1979 : Trofej (sh)
- 1979 : Pobedicemo
- 1980 : Stan (TV)
- 1981 : Balada obesenih
- 1981 : Trg slobode
- 1981 : Keramika, Kanjiza
- 1982 : Zalazak sunca
- 1982 : Za stolom '29 novembra'
- 1984 : Povratnik
- 1994 : Najvise na svetu celom (série TV)
- 2003 : Bolygótüz
- 2004 : Da nije ljubavi, ne bi svita bilo

### comme scénariste
- 1973 : Kubikas
- 1976 : Test
- 1976 : Idvor, Pupin
- 1979 : Trofej
- 1981 : Trg slobode
- 1982 : Zalazak sunca
- 1984 : Povratnik